# 智利深海狗母魚
智利深海狗母魚（学名：Bathypterois ventralis）為輻鰭魚綱仙女魚目青眼魚亞目爐眼魚科的一種，分布於東南太平洋智利海域，屬深海底棲性魚類，深度可達1244公尺，體長可達18公分，棲息在底層水域，生活習性不明。